# Saint-Samson (Calvados)
Saint-Samson é uma comuna francesa na região administrativa da Normandia, no departamento de Calvados. Estende-se por uma área de 3,66 km². Em 2010 a comuna tinha 314 habitantes (densidade: 85,8 hab./km²).